# Камполонго-Тапольяно
Камполонго-Тапольяно, Камполонґо-Тапольяно (італ. Campolongo Tapogliano) — муніципалітет в Італії, у регіоні Фріулі-Венеція-Джулія,  провінція Удіне.
Камполонго-Тапольяно розташоване на відстані близько 450 км на північ від Рима, 45 км на північний захід від Трієста, 26 км на південний схід від Удіне.
Населення — 1183 особи (2014).
Покровитель — святий Мартин.

## Демографія
Станом на 1 січня 2023 року в муніципалітеті офіційно проживало 58 іноземців з 17 країн, серед них 32 громадяни країн Євросоюзу та 6 громадян України.

## Сусідні муніципалітети
- Аєлло-дель-Фріулі
- Романс-д'Ізонцо
- Руда
- Сан-Віто-аль-Торре
- Віллессе